# Aculeata
De onderorde Aculeata, of de onderorde der angeldragers, is een onderorde van de orde der vliesvleugeligen (Hymenoptera). De onderorde van de angeldragers wordt tegenwoordig samengevoegd met de vroegere onderode van de sluipwespen (Parasitica) tot de onderorde Apocrita.